# Ceroplastes trochezi
Ceroplastes trochezi är en insektsart som beskrevs av Mosquera 1979. Ceroplastes trochezi ingår i släktet Ceroplastes och familjen skålsköldlöss.
Artens utbredningsområde är Colombia. Inga underarter finns listade i Catalogue of Life.